# Hot Bird
Hot Bird è un marchio commerciale dell'operatore francese Eutelsat usato per designare la zona dello spazio in cui sono ubicati diversi satelliti geostazionari. Si tratta, più esattamente, della posizione orbitale sull'equatore a 13° est dal meridiano di Greenwich; da tale posizione deriva il nome dei satelliti per telecomunicazioni che ruotano nella suddetta orbita geostazionaria. Allo stato attuale operano in quella zona dello spazio i tre satelliti Eutelsat Hot Bird 13B, Eutelsat Hot Bird 13G ed Eutelsat Hot Bird 13E che hanno rimpiazzato i precedenti, già spostati e rinominati o deorbitati.

## I satelliti
Dal 1983 la zona dei satelliti Hot Bird a 13° est ha ridisegnato radicalmente il panorama audiovisivo dell'Europa, del Nordafrica e del Medio Oriente. Ha contribuito significativamente alla creazione di un mercato della TV dove i telespettatori, dotati di un apposito ricevitore collegato ad un'antenna parabolica del diametro di 70 cm o poco più grande (a seconda della posizione geografica), possono scegliere tra centinaia di canali trasmessi in oltre 40 lingue. I satelliti Hot Bird sono stati usati in passato anche per trasmissioni analogiche; ora invece il segnale irradiato è esclusivamente digitale e finalizzato alle trasmissioni DTH (acronimo inglese di Direct-To-Home che significa direttamente a casa) della televisione satellitare (DVB-S, Digital Video Broadcasting - Satellite), alle applicazioni multimediali di Internet e alla distribuzione in reti via cavo.
La famiglia dei tre satelliti Hot Bird costituisce uno dei sistemi più estesi di trasmissione televisiva in Europa poiché consegna a oltre 120 milioni di abitazioni 1100 canali digitali, di cui 600 criptati a pagamento (pay-tv), 500 in chiaro (free-to-air) e 150 in alta definizione (high definition); in aggiunta più di 500 tra stazioni radio e servizi multimediali e 13 piattaforme a pagamento cosiddette Premium.
I vari satelliti che condividono la posizione Hot Bird gravitano all'interno della porzione di spazio racchiusa in una "finestra orbitale", con un fronte quadrato di 150 km di lato e 40 km di profondità, rotante alla velocità di oltre 3 km/s in sincronia con la velocità angolare della Terra. Dal punto di vista terrestre, un'antenna parabolica puntata verso questa finestra riceve indifferentemente il segnale come se giungesse da un unico punto; in realtà i satelliti coposizionati al suo interno hanno valori di eccentricità e inclinazione leggermente diversi. Un centro di controllo dalla Terra monitora costantemente la posizione e, se necessarie, effettua delle manovre correttive, attivando i sistemi di propulsione, affinché i satelliti seguano con esattezza le orbite loro assegnate senza mai entrare in collisione.

## Cronologia dei lanci satellitari
La seguente tabella riassume alcuni dati dei satelliti collocati a 13° est, tra cui il numero di transponder e la relativa banda di frequenza (Ku o Ka), ed evidenzia in grassetto quelli attualmente in funzione nella posizione Hot Bird:
| Nome                  | Costruttore          | Data / luogo / vettore di lancio                | Transponder  | Note |
| --------------------- | -------------------- | ----------------------------------------------- | ------------ | --- |
| Eutelsat II F1        | Aérospatiale         | 30 agosto 1990 a Kourou con Ariane 4            | 16-Ku        | Rimasto in posizione fino al 1999, è poi spostato a 48° est; da una verifica del marzo 2007 risulta essere già andato alla deriva. |
| Hot Bird 1            | Aérospatiale         | 28 marzo 1995 a Kourou con Ariane 4             | 16-Ku        | Chiamato in origine Eutelsat II F6, è modificato rispetto alla serie per il coposizionamento con Eutelsat II F1, quindi rinominato; nel marzo 2007 è già alla deriva.                                                                                                 |
| Hot Bird 2            | Matra Marconi        | 21 novembre 1996 a Cape Canaveral con Atlas IIA | 26-Ku        | Rinominato Eurobird 9 nel maggio 2007, è spostato a 9° est |
| Hot Bird 3            | Matra Marconi        | 2 settembre 1997 a Kourou con Ariane 4          | 32-Ku        | Tra il 2 e il 3 ottobre 2006 tutto il traffico è spostato su Hot Bird 8. Nonostante i problemi al circuito di alimentazione verificatisi tra il 3 e il 4 ottobre 2006, è nello stesso mese riposizionato a 10° est e rinominato Eurobird 10.                          |
| Hot Bird 4            | Matra Marconi        | 27 febbraio 1998 a Kourou con Ariane 4          | 28-Ku        | L'accordo con Nilesat prevede lo spostamento a 7° ovest col nuovo nome di Nilesat 103 dopo la sua sostituzione con Hot Bird 7A nel secondo trimestre del 2006. Eutelsat effettivamente ricolloca il satellite e dal 1º luglio 2006 lo identifica come Atlantic Bird 4 |
| Hot Bird 5            | Matra Marconi        | 9 ottobre 1998 a Cape Canaveral con Atlas IIA   | 22-Ku        | Rimpiazzato da Hot Bird 6 nell'agosto 2002, è rinominato Eurobird 2 a 25,5° est. |
| Eutelsat Hot Bird 13A | Alcatel Alenia Space | 21 agosto 2002 a Cape Canaveral con Atlas V     | 28-Ku / 4-Ka | Hot Bird 6 sostituisce Hot Bird 5; è rinominato il 1º marzo 2012. Nel luglio 2013 è rimpiazzato da Eutelsat Hot Bird 13D, quindi spostato a 7/8° ovest col nome di Eutelsat 8 West C.                                                                                 |
| Hot Bird 7            | EADS-Astrium         | 11 dicembre 2002 a Kourou con Ariane 5          | 40-Ku        | Lancio del satellite fallito. |
| Hot Bird 7A           | Alcatel Alenia Space | 11 marzo 2006 a Kourou con Ariane 5             | 38-Ku        | Sostituisce Hot Bird 1 (deorbitato) e Hot Bird 4 (ricollocato). Rimpiazzato a sua volta da Hot Bird 9 nel febbraio 2009, è spostato a 9° est e rinominato Eurobird 9A a settembre dello stesso anno.                                                                  |
| Eutelsat Hot Bird 13B | EADS-Astrium         | 4 agosto 2006 a Bajkonur con Proton             | 64-Ku        | Hot Bird 8, successore di Hot Bird 3, è rinominato il 1º marzo 2012. |
| Eutelsat Hot Bird 13C | EADS-Astrium         | 20 dicembre 2008 a Kourou con Ariane 5          | 64-Ku        | Hot Bird 9 rimpiazza Hot Bird 7A; è poi rinominato il 1º marzo 2012. |
| Eutelsat Hot Bird 13D | EADS-Astrium         | 12 febbraio 2009 a Kourou con Ariane 5          | 64-Ku        | Hot Bird 10 è stato subito rinominato Atlantic Bird 4A e posizionato a 7° ovest; poi a 3° est è rinominato Eutelsat 3C; ricollocato finalmente a 13° est con un nuovo nome rimpiazza nel luglio 2013 Eutelsat Hot Bird 13A.                                           |

Dal 1º marzo 2012 i satelliti Hot Bird 6, 8 e 9 hanno anteposto ai nomi la dizione Eutelsat e sostituito le rispettive cifre numeriche con 13A, 13B e 13C. A luglio 2013 Hot Bird 13A viene sostituito dall'omologo 13D che prende perciò tutti i canali del primo.Successivamente nel 2016 è diventato Eutelsat 33E, che si trova a 33°Est.
Hotbird 13G è stato lanciato dal Falcon 9 Block 5 nel novembre 2022. Il satellite è molto simile a Hotbird 13F. Hotbird 13G è attivo e sostituisce il satellite 13C nella posizione orbitale 13°E.

## Piattaforme televisive
I canali trasmessi dalle piattaforme televisive, sotto forma di pacchetti, sui ripetitori (transponder) della famiglia di satelliti Hot Bird in posizione 13° est sono gratuiti, quindi liberamente fruibili da un ricevitore televisivo satellitare collegato all'antenna parabolica e alla TV, oppure a pagamento, quindi ricevibili attraverso la decodifica del segnale (criptato) con appositi ricevitori dotati di lettore di schede a microchip. Una forma mista di ricezione dei canali prevede l'accesso esclusivo e gratuito in determinate zone dell'area di copertura satellitare previa decodifica del segnale per mezzo di ricevitori compatibili con lo standard DVB-S2, successivo al DVB-S, e di un'apposita scheda conosciuta anche col nome comune di smart card. I canali ricevibili in tal modo non sono più classificabili come free-to-air e vengono perciò distinti con la definizione free-to-view.
Di seguito sono elencate le piattaforme televisive che trasmettono in banda Ku sui 192 transponder resi complessivamente disponibili dai tre satelliti Hot Bird:
1. NC+
2. Arqiva
3. Cyfrowy Polsat
4. Sky Italia
5. RR Media
6. SatLink
7. SNRT
8. GlobeCast
9. SRG SSR
10. Tivùsat
11. Media Broadcast
12. Viacom Media Networks
13. Orange France
14. Telespazio
15. Eutelsat
16. TVN
17. M-Three satcom
18. Overon
19. Belgium Satellite Services
20. Bis TV
21. Telefónica
22. Du
23. Nova
24. Jordan Media City
25. VoA
26. IRIB
27. STN
28. Arabsat
29. AB Sat